# Armia Dzieci (zespół muzyczny)
Armia Dzieci – zespół muzyczny wykonujący piosenki o tematyce chrześcijańskiej.

## Historia
Zespół zawiązał się w 2010 w Lublinie. Założycielem była Anna Saj (doktor nauk teologicznych KUL) i Paweł Skrzek. Zespół muzyczny grał w ramach konferencji chrześcijańskich z gośćmi zarówno z Polski — np. Magdalena Buczek — ale także zza granicy, takimi jak o. John Baptist Bashobora (Uganda), Maria Vadia (USA), o. Antonello Cadeddu, o. Enrique Porcu (Sao Paolo).
Zespół śpiewał też podczas następujących spotkań i uroczystości:
- Pielgrzymka PKRD na Jasna Górę (2014, 2015, 2017, 2018[1]) – koncert dla kilkudziesięciu tysięcy osób[2]
- Przystanek Jezus — Woodstock 2012[3]
- Daj się Podpalić — Łazy (2015[4], 2016[5], 2017)
- Marsz dla Życia i Rodziny -— Radom[6]
- Światowe Dni Młodzieży — Kraków[7]

W ramach zespołu zorganizowała się wspólnota katolicka w Lublinie.

## Skład
- Jakub Saj – perkusja
- Tomasz Jankowski – gitara elektryczna
- Rafał Saj – gitara,
- Anna Maria Saj – śpiew,
- Anna Chomik  – instrumenty klawiszowe,
- Serafin Saj – gitara basowa,
- Aniela Saj – śpiew,
- Anita Borysiewicz – śpiew,
- Dorota Skrzek – śpiew.

## Dyskografia
| Rok  | Tytuł                     |
| ---- | ------------------------- |
| 2013 | New Generation of Worship |
| 2014 | Daj się podpalić vol. 1   |
| 2015 | Armia Dzieci Dzieciom     |
| 2016 | Daj się podpalić vol. 2   |
| 2017 | Daj się podpalić vol. 3   |

## Wyróżnienia
- Płyta Armii Dzieci - New Generation of Worship została płytą roku 2013 wybieraną przez użytkowników portalu Chrześcijańskie Granie[14], wygrywając z takimi zespołami jak Maleo Reggae Rockers, Porozumienie.